# 2021 DR15
2021 DR15 – obiekt transneptunowy, w dysku rozproszonym, odkryty w 2021 roku.

## Odkrycie
Obiekt został zaobserwowany 17 lutego 2021 przez amerykańskich astronomów Scotta Shepparda , Davida Tholena i Chada Trijullo przy użyciu teleskopu Subaru, w obserwatoriach Mauna Kea na Hawajach. Jego odkrycie zostało oficjalnie ogłoszone dziesięć miesięcy później, 17 grudnia 2021

## Charakterystyka Orbitalna
W czasie odkrycia 2021 DR15 był jednym z najodleglejszych od Słońca obiektów w Układzie Słonecznym – był od niego oddalony o 89,5 au.

## Charakterystyka fizyczna
Ta odległa planetoida ma rozmiary szacowane na ok. 711 km. Jej absolutna wielkość gwiazdowa wynosi ok. 3,61m.